# Kreis Rudolstadt
| Basisdaten                          | Basisdaten                                  |
| ----------------------------------- | ------------------------------------------- |
| Bezirk der DDR                      | Gera                                        |
| Kreisstadt                          | Rudolstadt                                  |
| Fläche                              | 469 km² (1989)                              |
| Einwohner                           | 67.636 (1989)                               |
| Bevölkerungsdichte                  | 144 Einwohner/km² (1989)                    |
| Kfz-Kennzeichen                     | N (1953–1990) NM (1974–1990) RU (1991–1995) |
|                                     |                                             |
| Der Kreis Rudolstadt im Bezirk Gera |                                             |

Der Kreis Rudolstadt war ein Landkreis im Bezirk Gera. Von 1990 bis 1994 bestand er als Landkreis Rudolstadt in Thüringen fort. Sein Gebiet liegt heute im Landkreis Saalfeld-Rudolstadt in Thüringen. Der Sitz der Kreisverwaltung befand sich in Rudolstadt.

## Geographie
Der Kreis Rudolstadt lag im Thüringer Schiefergebirge und wurde von der Saale durchflossen. 
Die bedeutendsten Orte neben der Kreisstadt Rudolstadt waren die Städte Bad Blankenburg, Königsee, Remda und Teichel sowie die Gemeinden Kirchhasel, Rottenbach, Sitzendorf und Uhlstädt.
Der Kreis Rudolstadt grenzte im Uhrzeigersinn im Nordwesten beginnend an den Kreis Arnstadt, den Kreis Weimar-Land, den Kreis Jena-Land, den Kreis Pößneck, den Kreis Saalfeld, den Kreis Neuhaus am Rennweg und den Kreis Ilmenau.

## Geschichte
Am 25. Juli 1952 kam es in der DDR zu einer umfangreichen Verwaltungsreform, bei der unter anderem die Länder der DDR ihre Bedeutung verloren und neue Bezirke eingerichtet wurden. Der damalige Landkreis Rudolstadt gab Gemeinden an den Kreis Ilmenau, den Kreis Neuhaus am Rennweg und den Kreis Weimar-Land ab. Aus dem verbleibenden Kreisgebiet wurde der Kreis Rudolstadt mit Sitz in Rudolstadt gebildet. Der Kreis wurde dem neugebildeten Bezirk Gera zugeordnet.
Am 17. Mai 1990 wurde der Kreis in Landkreis Rudolstadt umbenannt. Anlässlich der Deutschen Wiedervereinigung wurde der Landkreis Rudolstadt im Oktober 1990 dem wiedergegründeten Land Thüringen zugesprochen. Bei der Kreisreform Thüringen 1994 ging er im Landkreis Saalfeld-Rudolstadt auf. Der einzige Landrat war 1990–1994 Werner Thomas (CDU).

## Gemeinden
Zum Kreis Rudolstadt gehörten die folgenden Gemeinden:
| - Allendorf - Altremda - Ammelstädt - Aschau - Bad Blankenburg, Stadt - Bechstedt - Beutelsdorf - Birkenheide - Böhlscheiben - Breitenheerda - Burkersdorf - Catharinau - Cordobang - Dittersdorf - Dittrichshütte - Dorndorf - Dörnfeld an der Heide - Döschnitz - Dröbischau - Engerda | - Eschdorf - Etzelbach - Geitersdorf - Gölitz (ab 1974) - Großgölitz - Großkochberg - Haufeld - Heilingen - Heilsberg - Hengelbach - Horba - Keilhau - Kirchhasel - Kirchremda - Kleingölitz - Kleinkochberg - Köditz - Kolkwitz - Königsee, Stadt - Lichstedt | - Lichta - Milbitz b. Rottenbach - Milbitz b. Teichel - Mötzelbach - Naundorf - Neckeroda - Neusitz - Niederkrossen - Oberhain - Oberpreilipp - Oberschöbling - Oberwirbach - Partschefeld - Paulinzella - Quittelsdorf - Remda, Stadt - Rohrbach - Rottenbach - Rudolstadt, Stadt - Schloßkulm | - Schmieden - Schwarzburg - Sitzendorf - Solsdorf - Sundremda - Teichel, Stadt - Teichröda - Teichweiden - Thälendorf - Treppendorf - Uhlstädt - Unterpreilipp - Unterwirbach - Weißen - Wittgendorf - Zeigerheim - Zeutsch |

- Birkenheide wurde am 1. Januar 1957 nach Dittrichshütte eingemeindet.
- Naundorf wurde am 1. Januar 1957 nach Kolkwitz eingemeindet.
- Kirchremda wurde am 20. Juni 1957 nach Remda eingemeindet.
- Partschefeld wurde am 1. Dezember 1972 nach Uhlstädt eingemeindet.
- Lichta wurde am 1. Januar 1974 nach Königssee eingemeindet.
- Aschau wurde am 1. Februar 1974 nach Allendorf eingemeindet.
- Großgölitz und Kleingölitz wurden am 1. März 1974 zur neuen Gemeinde Gölitz zusammengeschlossen.
- Altremda wurde am 1. März 1974 nach Remda eingemeindet.

## Einwohnerentwicklung
| Jahr      | 1960   | 1971   | 1981   | 1989   |
| Einwohner | 68.007 | 72.674 | 69.595 | 67.636 |

## Wirtschaft
Wichtige Betriebe waren unter anderen:
- VEB Chemiefaserkombinat Rudolstadt-Schwarza
- VEB Ankerwerk Rudolstadt
- VEB Pörzbrauerei Rudolstadt
- VEB Röhrenwerk Rudolstadt
- VEB Stahlbau Rudolstadt
- VEB Greifenverlag Rudolstadt

## Verkehr
Für den überregionalen Straßenverkehr wurde das Kreisgebiet durch die F 85 von Weimar über Rudolstadt nach Saalfeld und die F 88 von Ilmenau über Rudolstadt nach Jena erschlossen.
Dem Eisenbahnverkehr dienten die Strecken Saalfeld–Rudolstadt–Jena, Rudolstadt–Bad Blankenburg, Arnstadt–Bad Blankenburg–Saalfeld und Rottenbach–Katzhütte.

## Kfz-Kennzeichen
Den Kraftfahrzeugen (mit Ausnahme der Motorräder) und Anhängern wurden von etwa 1974 bis Ende 1990 dreibuchstabige Unterscheidungszeichen, die mit dem Buchstabenpaar NM begannen, zugewiesen. Die letzte für Motorräder genutzte Kennzeichenserie war NZ 75-01 bis NZ 85-00.
Anfang 1991 erhielt der Landkreis das Unterscheidungszeichen RU. Es wurde bis zum 31. Januar 1995 ausgegeben. Seit dem 29. November 2012 ist es im Landkreis Saalfeld-Rudolstadt erhältlich.